# Алберт Еспањол
 Алберт Еспањол Лифанте (шп. Albert Español Lifante; Барселона, 29. октобар 1985) шпански је ватерполиста. Тренутно наступа за Барселонету. Игра на позицији крила.
Са репрезентацијом Шпаније је освојио сребрну медаљу на Светском првентву 2009. у Риму.